# Sepp Redl

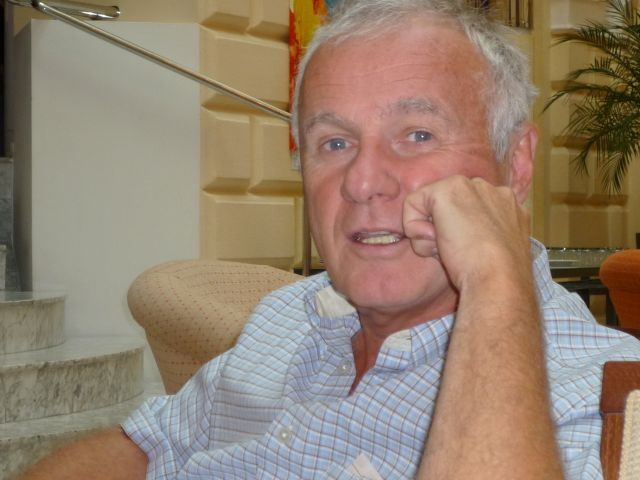
Sepp Redl

Sepp Redl (* 17. September 1944 in Wien) ist ein österreichischer Sportpädagoge. Er war 1982 bis 2009 Leiter des Bereiches Bewegungserziehung und Sportlehrwesen im österreichischen Unterrichtsministerium und Herausgeber mehrerer Sachbücher zum Thema Sporterziehung. Er gilt als wesentlicher Entwickler der Lehrpläne für den Gegenstand „Bewegung und Sport“ in den österreichischen Schulen.

## Leben
Sepp Redl absolvierte ein Lehramtsstudium und schloss danach das Doktoratsstudium in Pädagogik ab. Daneben konnte er auch Ausbildungen im Bereich des Diplom-Sportlehrwesens für Ski und Tennis absolvieren.
Sepp Redl war seit 1974 Lehrbeauftragter am Institut für Sportwissenschaften der Universität Wien. Neben der regelmäßigen Teilnahme in nationalen und internationalen Fachgesprächen und Kongressen war Sepp Redl auch in Österreich selbst Veranstalter aufgrund seiner Mitgliedschaft in internationalen Vereinigungen
Seine letzte berufliche Stellung war der stellvertretende Leiter der Sektion „Allgemeine pädagogische Angelegenheiten/Erwachsenenbildung/IT-Angelegenheiten“ und Leiter der Abteilung „Bewegungserziehung, Sportlehrwesen und Gesundheitsförderung“ im Bundesministerium für Unterricht, Kunst und Kultur in Wien.
Verdienste erwarb er sich in der Verbreitung der Olympischen Idee in den Schulen für das Österreichische Olympische Comité. Im Bereich des Schneesportlehrwesens bekleidet er auch heute noch nationale und internationale Funktionen, beispielsweise als Präsident von Interski-Austria. In der Sportwissenschaft hatte er die fast 25 Jahre dauernde Schriftleitung der internationalen Fachzeitschrift „Bewegungserziehung“ (früher „Leibesübungen-Leibeserziehung“) inne, sowie die Betreuung der Schriftenreihe „Theorie und Praxis“.

## Auszeichnungen
- 1992 wurde Sepp Redl das Große Ehrenzeichen für Verdienste um die Republik Österreich verliehen.
- 2009 wurde Sepp Redl das Große Silberne Ehrenzeichen für Verdienste um die Republik Österreich von Bundespräsident Heinz Fischer verliehen.[6][7]
- Ebenfalls 2009 überreichte ihm Claudia Schmied den Ehrenring des Bundesministeriums für Unterricht, Kunst und Kultur.

## Publikationen (Auswahl)
- Sport in der Volksschule (als Herausgeber), Wien 1991; ISBN 3-215-06657-2
- Sport an der Wende: theoretische und praktische Beiträge zum ICHPER-EUROPE-Kongress „Wendezeit der Bewegungskultur“ (als Herausgeber), Linz 1990; ISBN 3-215-07745-0
- Standpunkt: Aufsätze zu Leibeserziehung und Schulsport aus fünfundzwanzig Jahren / Hermann Andrecs (als Herausgeber), Wien 1995; ISBN 3-215-12033-X
- Sport-Wirklichkeit. Beiträge zur Didaktik, Geschichte und Soziologie des Sports (mit Reinhard Bachleitner), Wien 1981; ISBN 3-215-04372-6
- Sport in der Schule: Handbuch der Leibeserziehung in der Schule der 10- bis 14-jährigen (als Herausgeber), Wien 1992; ISBN 3-215-07863-5
- Know-how Band 1: Sportkunde; Martin Apolin, Sepp Redl, Verlag hpt Wien 2010; ISBN 978-3-230-03252-2
- Know-how Band 2: Sportkunde; Martin Apolin, Sepp Redl, Verlag hpt Wien 2010; ISBN 978-3-230-03253-9